# Kirgizistans damlandslag i fotboll
Kirgizistans damlandslag i fotboll representerar Kirgizistan i fotboll på damsidan. Dess förbund är Football Federation of Kyrgyz Republic (Kirgizistans fotbollsförbund).